# Aphaniotis fusca
Aphaniotis fusca е вид влечуго от семейство Agamidae. Видът е незастрашен от изчезване.

## Разпространение
Разпространен е в Индонезия, Малайзия, Сингапур и Тайланд.